# Serhii Bubka
Serhii Bubka (ucraïnès: Сергі́й Наза́рович Бу́бка)  (Luhansk, 4 de desembre de 1963) és un atleta ucraïnès retirat, especialista en salt amb perxa, campió olímpic i campió mundial en sis ocasions.

## Biografia
Nascut el 4 de desembre de 1963 a la ciutat soviètica de Voroxílovgrad, avui dia anomenada Luhansk i situada a la República Socialista Soviètica d'Ucraïna. Va iniciar-se en el salt amb perxa als 10 anys, als 15 es traslladà a la ciutat de Donetsk per tal de millorar el seu rendiment.

## Debut atlètic
El 1981 participà en el Campionat Europeu d'Atletisme Júnior aconseguint la setena plaça final. El 1983, però, en la celebració del primer Campionat del Món d'Atletisme de Hèlsinki el desconegut Bubka aconseguí la medalla d'or gràcies a un salt de 5,70 m. A partir d'aquell moment Bubka fou el dominador d'aquest esport, aconseguint en diverses ocasions el rècord del món.
Aconseguí realitzar el primer rècord del món el 26 de maig de 1984 amb 5,85 m, igualment aconseguit pel seu rival Thierry Vigneron el mateix dia, aconseguint però 5,90 m un mes després. El 13 de juliol de 1985 aconseguí els 6,00 m a París, un rècord que durant deu anys anà superant únicament ell i que establí en 6,14 m el 31 de juliol de 1994 (no va ser batut fins al 15 de febrer de 2014 per Renaud Lavillenie amb un salt de 6,16 m).

### Campionat del Món
Bubka ha estat sense cap mena de dubte el gran dominador del salt amb perxa, aconseguint sis títols mundials en les sis primeres edicions del Mundial d'Atletisme, entre 1983 i 1997. Així mateix també posseeix quatre títols mundials en els Campionats indoor, el dels anys 1985, 1987, 1991 i 1995.

### Jocs Olímpics
Tot i el seu domini aclaparador en la prova de salt amb perxa durant la dècada de 1980 i 1990, sempre tingué problemes en els Jocs Olímpics. El 1984, era el favorit per aconseguir l'or olímpic donat el seu recent èxit mundialista, però el boicot de l'URSS a la participació a Los Angeles 1984 frustrà el seu primer intent.
A Seül 1988 Bubka aconseguí guanyar la medalla d'or, consolidant el seu domini en el sant amb perxa, però aquesta seria l'única medalla olímpica que aconseguiria al llarg de la seva carrera. El 1992 fallà en els tres primers intents de classificació, el 1996 es lesionà havent fet tan sols un salt, i el 2000 va ser desqualificat després de tres intents nuls sobre 5,70 m.

## Progressió de Bubka
Bubka ha aconseguit batre el rècord mundial de salt amb perxa un total de 35 vegades al llarg de la seva carrera, 17 vegades a l'aire lliure i 18 en proves indoor. En els seus anys de carrera va portar el rècord mundial de l'especialitat de 5,83 m a 6,14 m. Al principi de la seva carrera va compartir honors amb el francès Thierry Vigneron alternant entre els dos la marca mundial, arribant-se a batre tots dos el mateix dia (el 26 de maig de 1984). La seva última marca de 6,14 m, establerta el 31 de juliol de 1994 a Sestriere, Itàlia, no es va batre fins al 15 de febrer de 2014, quan Renaud Lavillenie va fer 6.16.

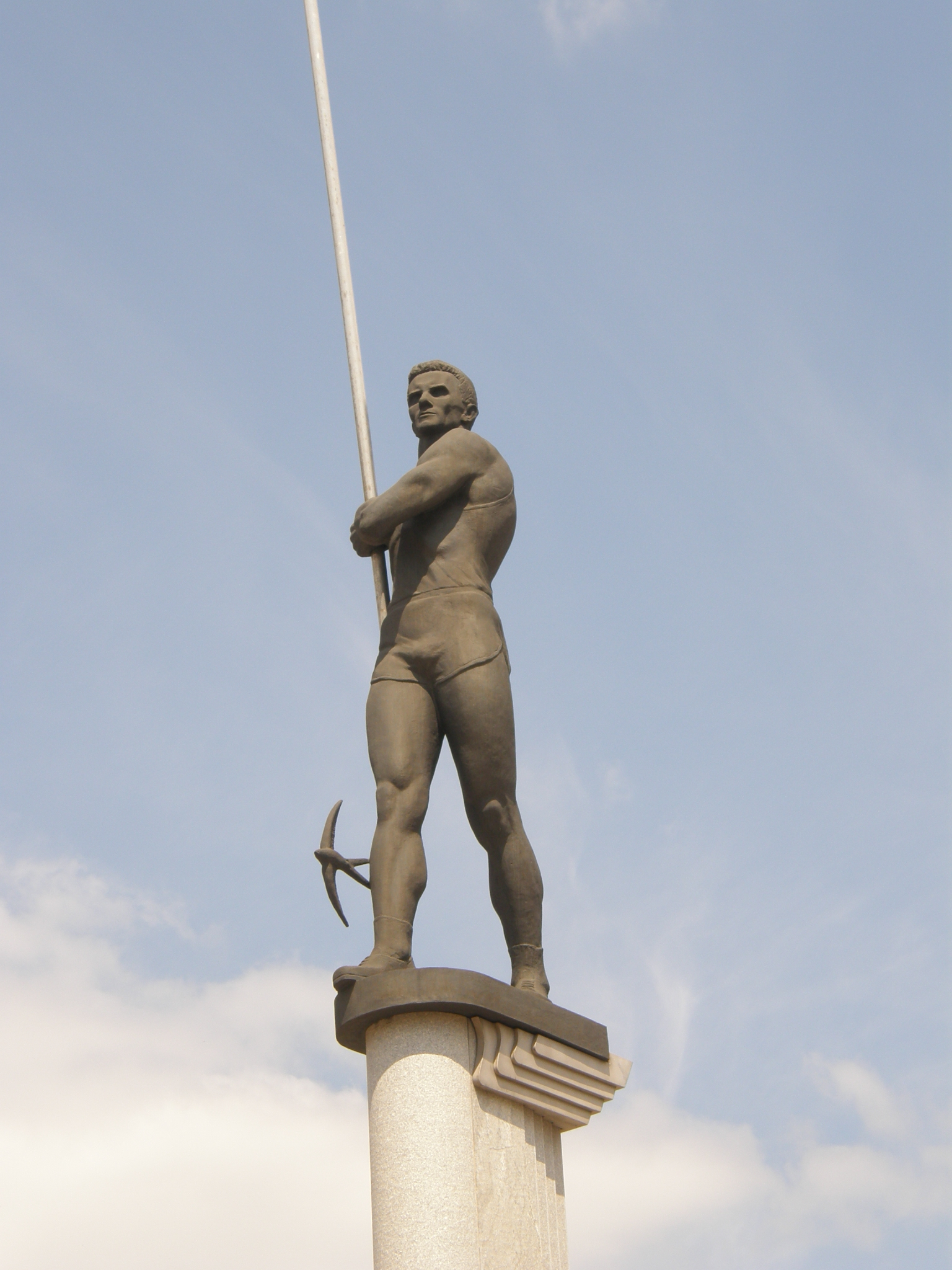
Estàtua dedicada a Serguei Bubka, Donetsk

| Altura (en metres) | Data        | Lloc       |
| ------------------ | ----------- | ---------- |
| 6.14               | 31 Jul 1994 | Sestriere  |
| 6.13               | 19 Set 1992 | Tòquio     |
| 6.12               | 30 Ago 1992 | Pàdua      |
| 6.11               | 13 Jun 1992 | Dijon      |
| 6.10               | 05 Ago 1991 | Malmö      |
| 6.09               | 08 Jul 1991 | Formia     |
| 6.08               | 09 Jun 1991 | Moscou     |
| 6.07               | 06 Mai 1991 | Shizuoka   |
| 6.06               | 10 Jul 1988 | Niça       |
| 6.05               | 09 Jun 1988 | Bratislava |
| 6.03               | 23 Jun 1987 | Praga      |
| 6.01               | 08 Jun 1986 | Moscow     |
| 6.00               | 13 Jun 1985 | París      |
| 5.94               | 31 Ago 1984 | Roma       |
| 5.90               | 13 Jul 1984 | Londres    |
| 5.88               | 02 Jun 1984 | Paris      |
| 5.85               | 26 Mai 1984 | Bratislava |

| Altura (en metres) | Data        | Lloc          |
| ------------------ | ----------- | ------------- |
| 6.15               | 21 Feb 1993 | Donetsk       |
| 6.14               | 13 Feb 1993 | Liévin        |
| 6.13               | 22 Feb 1992 | Berlín        |
| 6.12               | 23 Feb 1991 | Grenoble      |
| 6.11               | 19 Mar 1991 | Donetsk       |
| 6.10               | 15 Mar 1991 | Sant Sebastià |
| 6.08               | 9 Feb 1991  | Volgograd     |
| 6.05               | 17 Mar 1990 | Donetsk       |
| 6.03               | 11 Feb 1989 | Osaka         |
| 5.97               | 17 Mar 1987 | Torí          |
| 5.96               | 15 Gen 1987 | Osaka         |
| 5.95               | 28 Feb 1986 | Nova York     |
| 5.94               | 21 Feb 1986 | Inglewood     |
| 5.92               | 8 Feb 1986  | Moscou        |
| 5.87               | 15 Gen 1986 | Osaka         |
| 5.83               | 10 Feb 1984 | Inglewood     |
| 5.82               | 1 Feb 1984  | Milà          |
| 5.81               | 15 Gen 1984 | Vílnius       |

## Retirada
Preparat per al final de la seva carrera, Sergei Bubka va aconseguir reciclar-se fàcilment en el món de l'esport com a entrenador. Membre del Comitè Olímpic Internacional (COI) des del 1999, va ser elegit president de la Comissió d'Atletes el 2002, càrrec que va ocupar fins als Jocs Olímpics del 2008, quan va ser substituït per Frankie Fredericks. També va formar part de la Comissió d'Avaluació per a la selecció de la ciutat amfitriona dels Jocs Olímpics de 2008. El 2010, va dirigir la Comissió de Seguici del COI. Serguei Bubka es retirà de les competicions el 2001 a causa de múltiples lesions al taló.
El 1991 fou guardonat amb el Premi Príncep d'Astúries dels Esports i va ser portador, el 2004, de la flama olímpica d'estiu de 2004 quan aquesta va passar per Ucraïna.
També participa en les institucions esportives del seu país, ja que va ser elegit el 23 de juny de 2005 com a cap del Comitè Olímpic Nacional Ucraïnès, en substitució de l'antic primer ministre Víktor Ianukòvitx. Va ser reelegit per un mandat de quatre anys el 7 d’octubre de 2010.
Sergei Bubka també ha estat membre de la Junta Executiva de l’Associació Internacional de Federacions d'Atletisme (IAAF) des del 2001 i va ser elegit primer vicepresident el 2007. Va ser reelegit el 2011.

### Diputat i membre d'un partit polític
El 2002, Sergei Bubka va ser elegit al Parlament ucraïnès (Rada Suprema) en dotzè lloc a la llista Per Ucraïna Unida amb el suport del president de la República Leonid Kutxma, Hi va servir fins al 2006. Després es va unir al Partit de les Regions, on va ser responsable de la política de joventut, la cultura física, l'esport i el turisme. De l'abril de 2010 al 2014, va ser assessor independent del president Víktor Ianukòvitx.

### Home de negocis
Després del 2004 va ser un dels principals propietaris i exdirector general del Rodovid Bank, un dels bancs d'inversió més grans d'Ucraïna. Va ser nacionalitzat el 2009 a causa de la crisi financera.

### Compromisos personals
Sergei Bubka és membre del club Champions for Peace, un col·lectiu d'atletes d'alt nivell creat per Peace and Sport, una organització internacional amb seu a Mònaco que treballa per construir una pau duradora a través de l'esport. En el marc del Dia Internacional de l'Esport per al Desenvolupament i la Pau, cada any el 6 d'abril, Sergei Bubka organitza una jornada de debats a la Universitat de Kíiv.

## Honors i condecoracions

### Ucraïna
- Heroi d'Ucraïna (4 de febrer de 2001)
- Orde de l'Estat de I classe (2001)
- Orde del Mèrit de I classe (1999)
- Orde del Mèrit de II classe (1997)
- Orde del Mèrit de III classe (1994)
- Ciutadà Honorífic de Donetsk (1993)
- Ciutadà Honorífic de la regió de Donetsk (2003)
- Ciutadà Honorífic de Luhansk (2008)

### Unió Soviètica
- Orde de Lenin
- Orde de la Bandera Roja del Treball (1985)
- Millor esportista soviètic entre 1984 i 1986

### D'altres
- Orde del Comitè Olímpic Nacional de Belarús (2007)
- Premi Laureus de l'Esport (2008).[12]
- Ciutadà Honorífic de les ciutats de Bratislava i Pàdua
- Doctor Honoris Causa de la Universitat Nacional de Donetsk (2004)
- Doctor Honoris Causa de l'Acadèmia Nacional de l'Esport de Bulgària (2005)
- Premi Príncep d'Astúries dels Esports 1991.[13]
- Esportista de l'Any pel diari L'Équipe, anys 1985 i 1997.[14]
- Millor Saltador de Perxa de la segona meitat del segle XX per Track & Field News
- Membre del Consell de l'IAAF des del 2001.[15]
- Campió de l'Esport per la UNESCO el 2003.[16]
- Membre de "Campions per la Pau", un grup de 40 famosos esportistes d'elit amb l'objectiu d'assolit la pau al món mitjançant l'esport, creat per l'organització internacional Pau i Esport, amb seu a Mónaco
- Premi Marca Leyenda 2005.[17]